# Caldwell, Texas
Caldwell là một thành phố thuộc quận Burleson, tiểu bang Texas, Hoa Kỳ. Năm 2010, dân số của xã này là 4104 người.

## Dân số
- Dân số năm 2000: 3449 người.
- Dân số năm 2010: 4104 người.